# Agave geminiflora
Espèce
Statut de conservation UICN

 VU  : Vulnérable
Agave geminiflora est une espèce de plantes de la famille des Asparagaceae. Cette espèce porte le nom vernaculaire anglais de twin flowered agave,. 

## Répartition
Agave geminiflora est endémique du Mexique où elle se rencontre dans les États de Nayarit et de Jalisco,.

## Description
Il s'agit d'un sous-arbrisseau succulent qui pousse principalement avec d'autres arbres secs dans le biome du désert. Agave geminiflora peut avoir 100 à 200 feuilles linéaires, modérément flexibles, vert foncé, qui ont des bords convexes avec des lignes cornées blanches et des fils enroulés. Les fleurs qui mesurent 5 ou 6 centimètres de long se développent sur une inflorescence haute.

## Systématique
Le nom correct complet (avec auteur) de ce taxon est Agave geminiflora (Tagl.) Ker Gawl..
L'espèce a été initialement classée dans le genre Littaea sous le basionyme Littaea geminiflora Tagl..
Agave geminiflora a pour synonymes :
- Agave angustissima Engelm.
- Agave boscii (Hornem.)
- Agave geminiflora var. filamentosa Hook.
- Agave geminiflora var. filifera A.Terracc.
- Agave geminiflora (Tagl.) KerGawl.
- Bonapartea flagelliformis Henckel
- Bonapartea juncea Haw.
- Dracaena boscii (Hornem.) Zeyh.
- Dracaena filamentosa Scan.
- Dracaena filamentosa Scan. ex Schult. & Schult.f.
- Littaea geminiflora Tagl.
- Littaea juncea É.Morren
- Tillandsia juncea Willd.
- Tillandsia juncea Willd. ex Steud.
- Yucca boscii Hornem.